# ليون فلمينج
ليون فلمينج (بالفرنسية: Léon Flameng)‏ كان دراج فرنسي. سبق أن شارك في دورة الألعاب الأولمبية الصيفية وفاز بميدالية أولمبية.

## الميداليات
| الميدالية | المسابقة                 |
| --------- | ------------------------ |
| ذهبية     | ألعاب أولمبية صيفية 1896 |

## روابط خارجية
- ليون فلمينج على موقع أرشيف الدراجات (الإنجليزية)
- ليون فلمينج على موقع اللجنة الأولمبية الدولية (الإنجليزية)
- ليون فلمينج على موقع أوليمبيديا (الإنجليزية)
- profile